# Мерано
Мера́но (итал. Merano), Мера́н (нем. Meran) — второй по величине город в автономной провинции Больцано (Южный Тироль) в области Трентино-Альто-Адидже, в северной Италии.
Город расположен в глубокой Альпийской долине, окружённой вершинами, достигающими 3335 м, и хорошо известен благодаря своим спа-курортам, мягкому средиземноморскому климату и чистому здоровому воздуху.
Покровителем города считается святой Николай. Праздник покровителя города 6 декабря.

## Население
| Национальный состав (данные на 2001 г.) | 70,00 % австрийцы |
| Национальный состав (данные на 2001 г.) | 26,00 % итальянцы |
| Национальный состав (данные на 2001 г.) | 04,00 % ладины    |

## История
Согласно археологическим данным долина Мерано был уже населён в III тысячелетии до н. э. В 15 г. до н. э. эта территория попала под власть Римской республики. Римляне основали здесь свой военный лагерь Каструм-Майенс, на основе которого позднее возник населённый пункт Меран. В средние века Меран входил в состав Тирольского графства, получившего своё название от имени замка Тироль, возвышающегося в некотором отдалении над городом. Меран фактически являлся столицей этого государства.
Существует распространённое заблуждение, что в честь Мерана получили свой титул герцоги Меранские, игравшие заметную роль в Юго-Восточной Германии во второй половине XII — первой половине XIII века. В действительности этот титул восходит к немецкому слову Meer (с нем. — «море») и относится к приморским областям Риеки и Истрии, находившимся во владении герцогов Меранских.
В XIII веке Меран получил права города. В 1363 году Маргарита Маульташ, последняя правительница независимого Тирольского графства, передала свои владения Габсбургам. Меран, вместе с остальной территорией Тироля, на долгие столетия оказался в составе Австрийской монархии. В 1420 году герцог Фридрих IV перенёс месторасположения двора тирольских графов из Мерана в Инсбрук, в результате чего Меран вскоре потерял своё значение как торгового и административного центра и быстро пришёл в упадок.
В 1809 году в окрестностях Мерана тирольские повстанцы одержали громкую победу над французскими и баварскими войсками, оккупировавшими страну после побед Наполеона. Меран упоминается в стихах П. А. Вяземского, который останавливался в городе в мае-июле 1864 года.
После Первой мировой войны Меран был присоединён к Италии вместе с остальной территорией Южного Тироля, образовавшей провинцию Больцано. В отличие от других австрийских городов Южного Тироля, Меран достаточно слабо пострадал от политики насильственной итальянизации, проводимой фашистским правительством Муссолини. Тем не менее использование немецких топонимов района Мерана было запрещено, вместо них были введены итальянские эквиваленты.
После Второй мировой войны немецкоязычному большинству провинции Больцано была предоставлена автономия. Город Мерано стал одним из важнейших центров туризма этого региона. В 1981 году в Мерано состоялся матч на первенство мира по шахматам между Анатолием Карповым и Виктором Корчным. Также существует меранский вариант славянской защиты, названный так ввиду того, что впервые он был применён в 1924 году на шахматном турнире в Мерано в игре между Акибой Рубинштейном и Эрнстом Грюнфельдом.

## Достопримечательности

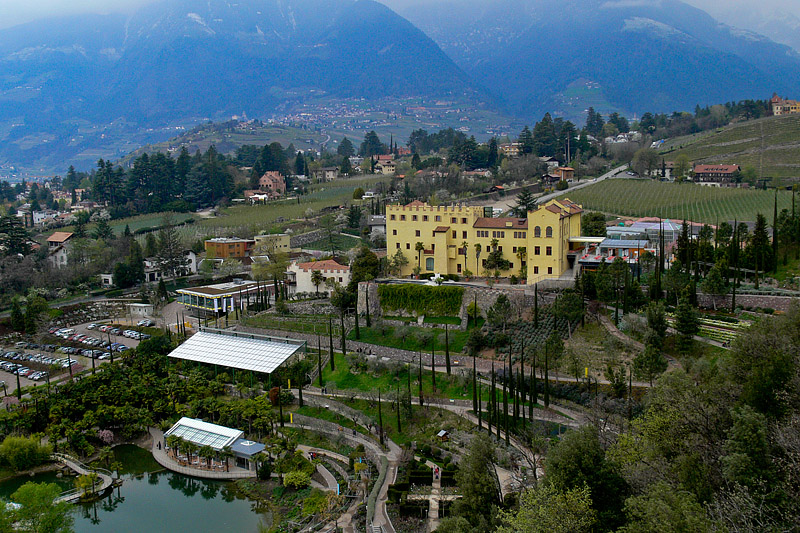
Ботанический сад на территории замка Траутманнсдорф

- Старый город с арочной улицей Лаубенгассе (Портичи)
- Католическая Церковь Святого Николая
- Курзал[2]
- Ботанический сад Траутмансдорф[3]
- Музей туризма[4]
- Музей женщины[5]
- Музей современного искусства[6]
- Ипподром[7]
- Свято-Никольский православный храм (1897)

Недалеко от города расположен древний замок Тироль, давший название всему Тиролю.

## Города-побратимы
- Зальцбург, Австрия

## Образ в искусстве
- В мюзикле «Шахматы» действие 1-го акта происходит в Мерано.